# François Coppée
François Édouard Joachim Coppée (ur. 26 stycznia 1842 w Paryżu, zm. 23 maja 1908 tamże) – francuski poeta i dramaturg.
W swoich wierszach, które cieszyły się u czytelników dużym powodzeniem, w tonie sentymentalnym opisywał Paryż i jego przedmieścia oraz przedstawiał scenki z życia prostych ludzi. Niewyszukana tematyka i pełna prozaizmów forma tych dzieł sprawiły, że nazywano go często autorem poezji naturalistycznej. W roku 1884 został członkiem Akademii Francuskiej. Dziesięć lat później podjął działalność antydreyfusowską jako jeden z inspiratorów nacjonalistycznej Ligi Ojczyzny Francuskiej.

## Główne dzieła

### Poezja
- Le Reliquaire, 1866
- Les Intimités, 1867
- Poèmes divers, 1869
- Ruines du cœur, 1887
- Poèmes modernes, 1869
- Les Humbles, 1872
- Le Cahier rouge, 1874
- Olivier, 1876
- Les Récits et les Élégies, 1878
- Le Naufragé, 1878
- Contes en vers et poésies diverses, 1880
- Arrière-Saison, 1887
- Les Paroles sincères, 1891
- Dans la prière et dans la lutte, 1901
- Des Vers français, 1906
- Sonnets intimes et poèmes inédits, Vers d'amour et de tendresse, 1927

### Sztuki
- Le Passant, 1869 – wystawiana w Théâtre de l’Odéon z Marie Agar i Sarah Bernhardt w rolach głównych[2]
- Deux douleurs, 1870
- Fais ce que dois, 1871
- Les Bijoux de la délivrance, 1872
- L'Abandonnée, 1871
- Le Rendez-vous, 1872
- Le Luthier de Crémone, 1876
- Le Trésor, 1879
- La Korrigane, 1880
- Madame de Maintenon, 1881
- Severo Torelli, 1883
- Les Jacobites, 1885
- Le Pater, 1889
- Pour la couronne, 1895

### Powieści, opowiadania i nowele
- Une idylle pendant le siège, 1874
- Contes en prose, 1882
- Vingt Contes nouveaux, 1883
- Le Banc, idylle parisienne, 1887
- Contes rapides, 1888
- Henriette, 1889
- Toute une jeunesse, 1890
- Les Vrais Riches, 1889
- Rivales, 1893
- Longues et brèves, 1893
- Contes tout simples, 1894
- Le Coupable, 1896
- La Bonne Souffrance, 1898
- Contes pour les jours de fête, 1903